# Koninklijk Conservatorium Brussel

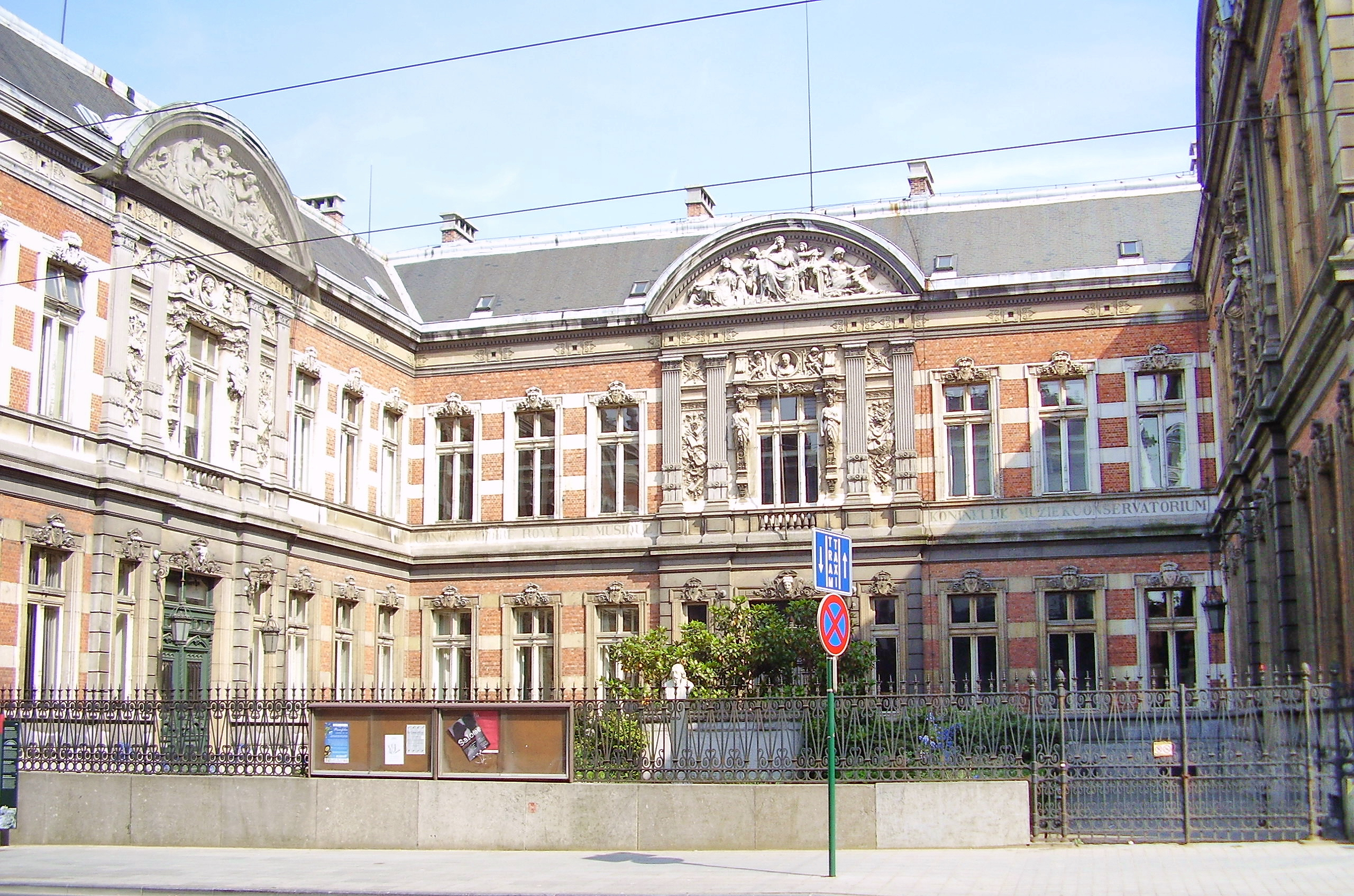
Koninklijk Conservatorium te Brussel

Het Koninklijk Conservatorium Brussel (KCB) is een conservatorium in de Belgische hoofdstad Brussel. In het 19e-eeuwse gebouw huizen twee instellingen. De Nederlandstalige school is een School of Arts van de Erasmushogeschool Brussel. De Franstalige instelling is gekend als het Conservatoire royal de Bruxelles.

## Geschiedenis
De muziekschool die onder koning Willem I der Nederlanden in 1827 werd opgericht, wordt algemeen beschouwd als de voorganger van het in 1832 opgerichte Koninklijk Muziekconservatorium, een Franstalig opleidingsinstituut, geïnspireerd op het voorbeeld van het Parijse Conservatorium. Het hoofdgebouw van het Conservatorium bevindt zich sedert 1872 op de plek van het voormalige Hof van Thurn en Tassis, het stadspaleis van de keizerlijke postmeesters. De eerste directeur van het conservatorium was de musicoloog en componist François-Joseph Fétis. Hij werd opgevolgd door François-Auguste Gevaert.
De instelling werd in 1967 gesplitst in twee autonome conservatoria. Het Nederlandstalige en Franstalige Conservatorium delen hetzelfde gebouw en een aantal professoren. Het Nederlandstalige Koninklijk Conservatorium Brussel geeft les in het Nederlands en het Engels, en is als School of Arts van Erasmushogeschool Brussel, naast ook filmschool RITCS, geassocieerd met de Vrije Universiteit Brussel. Zij biedt doctoraatsopleidingen in de Kunsten aan via het Kunstenplatform Brussel. De Franstalige tegenhanger, bekend onder de naam Conservatoire royal de Bruxelles, is samen met de École nationale supérieure des arts visuels (La Cambre) en het Institut national supérieur des arts du spectacle et des techniques de diffusion (INSAS) samengevoegd in ARTes, lid van de associatie rond de Université libre de Bruxelles.
In de praktijk zijn beide Brusselse conservatoria een smeltkroes van culturen en talen. Voor oude (voornamelijk barok) instrumenten heeft het conservatorium een wereldreputatie opgebouwd.

## Bibliotheek
Het Koninklijk Conservatorium Brussel bezit een rijke muziekbibliotheek die samen met het Franstalige Conservatoire co-beheerd wordt. Deze bibliotheek bevat ongeveer 250.000 partituren alsook boeken over muziek, musicologie en muziekpedagogie, en een kleine collectie opnames (voornamelijk vinyl). Slechts 1 kwart van deze collectie is echter elektronisch ontsloten. Sinds 2015 beheert deze bibliotheek ook de collectie van het Centrum voor Belgische Muziekdocumentatie (CeBeDeM) na het faillissement van deze laatste.

## Docenten
Dit overzicht is mogelijk incompleet; u kunt helpen door het uit te breiden.
- Luc Devos, Jan Michiels, Daniel Blumenthal, Boyan Vodenitcharov (piano)
- Igor Oistrach, Zygmund Kowalsky, Lola Bobesco, Yossif Ivanov, Yuzuko Horigome, Valery Oistrach (viool)
- Adrien François Servais, Joseph Servais, Edouard Jacobs (cello)
- Paul Dombrecht (hobo)
- Benjamin Dieltjens (klarinet)
- Viviane Spanoghe, Erik Robberecht, Thomas Dieltjens (kamermuziek)
- Alain Gervreau, Barthold Kuijken, François Fernandez, Philippe Pierlot,  Bart Coen (barokinstrumenten)
- Norbert Nozy (HaFaBra)
- André Souris, Jacques Leduc, Yves Segers (directie, compositie)

## Structuur
Het conservatorium leidt op tot volgende diploma's :
- Bachelor en Master in de Muziek, met afstudeerrichtingen in
  - instrument:
    - orkestinstrumenten: viool, altviool, Engelse hoorn, cello, contrabas, fluit, hobo, klarinet, saxofoon, fagot, hoorn, trompet, trombone, tuba, slagwerk.
    - Piano, Orgel, Harp, Gitaar
    - historische instrumenten: barokviool, barokcello, gamba, traverso, barokhobo, luit, pianoforte, klavecimbel, blokfluit, natuurhoorn
    - kamermuziek

  - zang:
  - muziektheorie en -schriftuur:
    - muziektheorie en -geschiedenis
    - schriftuur
    - compositie
    - orkestdirectie
    - hafabradirectie

  - Jazz en lichte muziek
- Professionele Bachelor in Musical
- Master na Master in de Symfonische muziek
- Lerarenopleiding in de muziek
- Daarnaast bestaat er ook een secundaire afdeling in de muziek.

## Het hoofdgebouw in de Regentschapsstraat

### Geschiedenis
Het Conservatorium werd achtereenvolgens ondergebracht in het Hôtel des Finances (het Financiëngebouw) in de Bodenbroeckstraat nr. 17 en vervolgens in het Hôtel dat voorheen door de adellijke familie Thurn und Taxis werd betrokken, maar naderhand werd afgebroken - toen de Regentschapsstraat werd doorgetrokken - waarna naar het ontwerp van architect Jean-Pierre Cluysenaar het huidige hoofdgebouw van het conservatorium van 1872 tot 1876 werd opgetrokken op de plaats waar het paleis had gestaan.

### Beschrijving van het gebouw
Het gebouw is opgetrokken in neo-renaissancestijl, beïnvloed door de Lescot-vleugel van het Louvre. In de rechtervleugel is een rijk versierde concertzaal ondergebracht in Napoleon III-stijl, die over een Cavaillé-Coll-orgel beschikt.
Het decoratieve programma van de gevels is vrij druk. Het binnenplein wordt omsloten door een hek en drie vleugels die met frontons en pilasters zijn verfraaid. Links en rechts van de ramen zijn kariatiden in een keurslijf aangebracht. Boven de lateien worden de ramen bekroond door een borstbeeld en twee genieën. De penanten zijn verfraaid met guirlandes, palmen, bloemenkransen en muziekinstrumenten. Dit ornamentele beeldhouwwerk is van de Fransman Georges Houtstont, die gespecialiseerd was in dit genre.
Het fronton van de linkervleugel op de gevel die uitkijkt op de Regentschapsstraat, aan de kant van het Kleine-Zavelpleintje, is van de hand van de Luikse beeldhouwer Adolphe Fassin en stelt de instrumentale muziek voor. De beeldengroep bestaat uit drie figuren: de middelste is een symbolische figuur die een lier draagt; de rechtse een jongeman die hobo speelt en de linkse een vrouw die componeert. De kariatiden, het borstbeeld en de genieën zijn van de Gentse beeldhouwer Paul De Vigne.
Op de linkervleugel van het binnenplein is de uitbeelding van de Orkestratie van de hand van Charles Van der Stappen uit Sint-Joost-ten-Node het onderwerp van het fronton. Euterpe, muze van de muziek, dirigeert een kwartet met koor, gezongen door zangknapen. De kariatiden, het borstbeeld van Ludwig van Beethoven en de twee genieën zijn van de hand van Brusselaar Antoine-Joseph Van Rasbourgh.
De gevel van de middenvleugel is verfraaid met een fronton van de Antwerpenaar Frans Deckers dat de muzikale compositie tot thema heeft. Centraal staat een zittende figuur afgebeeld die op een boek steunt waar de namen zijn ingeschreven van bekende componisten en aan de linker- en rechterkant staan twee componerende vrouwen onder invloed van inspirerende genieën. De kariatiden, het borstbeeld van Giovanni Pierluigi da Palestrina en de genieën zijn het werk van de Tieltenaar Auguste Braekevelt.
De rechtervleugel is op het binnenplein getooid met een fronton van Brusselaar Antoine-Félix Bouré dat de Toneelkunst voorstelt. In het midden is het Genius van de Kunsten afgebeeld met aan zijn linkerzijde het Treurspel en rechts het Blijspel. Voorts wordt de Danskunst en de Toonkunst voorgesteld. Kariatiden, borstbeeld en genieën zijn het werk van Antwerpenaar Égide Mélot.
Van het fronton van de vijfde gevel, die van de rechtervleugel, in de Regentschapsstraat aan de kant van het Justitiepaleis, is Doornikzaan Barthélemy Frison de maker: het stelt de Dichtkunst voor. In het midden wordt de Bezieling allegorisch voorgesteld als een toortsdragende gevleugelde vrouw; naast deze figuur werpen twee genieën omgeven door boeken en muziekinstrumenten, zich op de studie. Kariatiden, borstbeeld en genieën zijn het werk van Paul De Vigne.

### Restauratie
Het conservatorium is dringend aan restauratie toe. In 2011 besloot de organisatie van de Koningin Elisabethwedstrijd, waarvan hier sinds 1937 jaarlijks de voorrondes plaatsvonden, om vanwege de slechte staat van het gebouw te verhuizen naar een andere locatie. Dit werd het Flageygebouw.
De slechte staat van het conservatorium is mede het gevolg van de gespreide verantwoordelijkheid. Het gebouw is eigendom van de (federale) Regie der Gebouwen van België, maar de Vlaamse Gemeenschap en de Franse Gemeenschap organiseren in het gebouw onderwijs, en zijn niet geneigd daarin te investeren. In 2022 werd dan toch een akkoord gevonden voor een grondige renovatie tegen 2028.

## Voetnoten
1. ↑  Johan Eeckeloo, De bibliotheek van het Koninklijk Conservatorium Brussel. Muziekwetenschappelijke studie van de collectievorming van 1832 tot 1966 en van de problematiek van haar ontsluiting, Ph.D. thesis, Katholieke Universiteit Leuven, 13 june 2005
2. ↑  https://web.archive.org/web/20170216143204/https://www.kcb.be/kcb/pagina/bib/intro
3. ↑  Gérard des Marez, Guide illustré de Bruxelles, Première Partie, Monuments civils, Touring Club de Belgique, 1917, blz. 182-183
4. ↑  Belgiumview.com
5. ↑  P. Meirsschaut, les Sculpteurs de plein air à Bruxelles, Bruxelles, 1900 In-8°
6. ↑  
Conservatorium Brussel dringend aan restauratie toe
7. ↑  Conservatorium schrapt concerten, politici ruziën over restauratie Brusselnieuws.be
8. ↑  'Van schande naar schoonheid': langverwachte renovatie conservatorium voorgesteld, BRUZZ, 18 mei 2022. Gearchiveerd op 29 november 2022.